# Claus-Michael Ort
Claus-Michael Ort (* 19. November 1956 in München) ist ein deutscher Literaturwissenschaftler.

## Leben
Ort studierte von 1976 bis 1982 neuere deutsche Literatur, neuere und neueste Geschichte und Soziologie an der Ludwig-Maximilians-Universität München. Nach der Promotion 1993 zum Dr. phil. an der Universität München war er von 1994 bis 1999 Hochschulassistent am Institut für Neuere deutsche Literatur und Medien der Universität Kiel. Nach der Habilitation 1999 durch die Philosophische Fakultät der Universität Kiel ist er dort seit 2004 außerplanmäßiger Professor und seit 2006 Lehrkraft für besondere Aufgaben. Darüber hinaus lehrte er 2005 am Institut für Germanistik der Universität Rostock.

## Schriften (Auswahl)
- Zeichen und Zeit. Probleme des literarischen Realismus. Zugl. Dissertation. De Gruyter, Berlin 1998, ISBN 3-484-35064-4.

- Medienwechsel und Selbstreferenz: Christian Weise und die literarische Epistemologie des späten 17. Jahrhunderts. De Gruyter, Berlin 2003, ISBN 3-484-35093-8.

- als Hrsg. mit Hans Krah: Weltentwürfe in Literatur und Medien: Phantastische Wirklichkeiten – Realistische Imaginationen. Festschrift für Marianne Wünsch. Ludwig, Kiel 2002, ISBN 3-933598-47-8.
- mit Hans-Edwin Friedrich: Hülle und Kratzer. Medien und Diskurse im Werk von Herbert Achternbusch. edition text und Kritik, München 2023, ISBN 978-3-96707-813-8.
- „Dieses Kreuz ist eine Frage“. Das Skandalon des Kreuzes in Herbert Achternbuschs „Das Gespenst“ (1982). In: Manfred Loimeier (Hrsg.): Sommernachtsträume. Essays zu Büchern, Filmen und Theaterstücken von Herbert Achternbusch. Verlag Bibliothek der Provinz, Weitra 2018, ISBN 978-3-99028-772-9, S. 239–274.